# Annick Level
Annick Level (ur. 5 grudnia 1942 w Tarbes) – francuska florecistka, dwukrotna medalistka mistrzostw świata.
Podczas mistrzostw świata w Moskwie w 1966 roku Francuzki w składzie: Marie-Chantal Depetris-Demaille, Brigitte Gapais, Claudette Herbster-Josland, Annick Level i Catherine Rousselet-Ceretti wywalczyły brązowy medal w turnieju drużynowym. Wynik ten powtórzyły na mistrzostwach świata w Ankarze (1970).
Na igrzyskach olimpijskich w Tokio w 1964 roku była szósta w zawodach drużynowych, a indywidualnie odpadła w pierwszej rundzie. Na rozgrywanych cztery lata później igrzyskach olimpijskich w Meksyku była czwarta drużynowo.